# 11606 Almary
11606 Almary (1995 UU6) là một tiểu hành tinh vành đai chính được phát hiện ngày 19 tháng 10 năm 1995 bởi D. J. Tholen ở Mauna Kea Observatory.